# Pfarrhaus (Altenmünster)

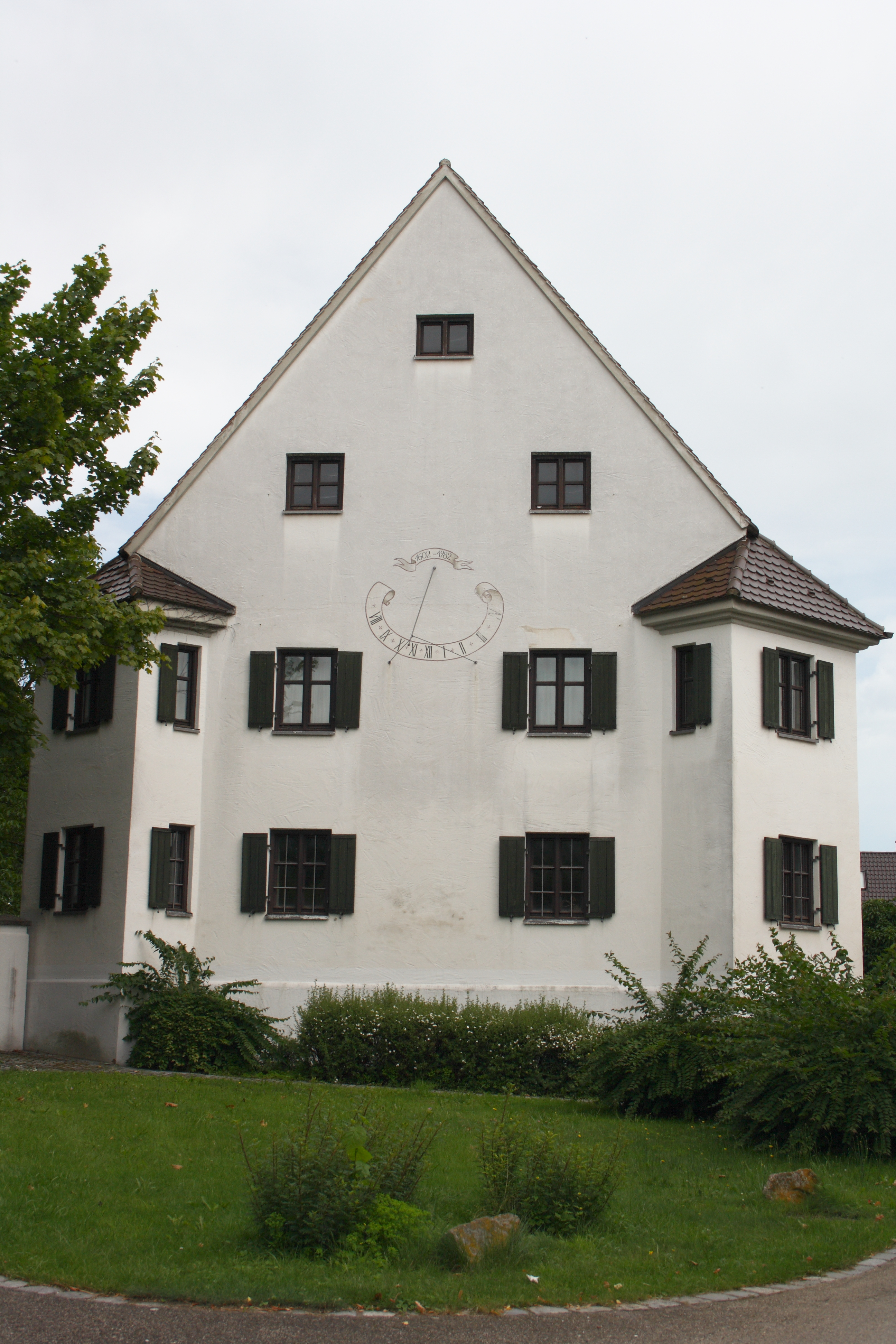
Pfarrhaus in Altenmünster

Das Pfarrhaus in Altenmünster, einer Gemeinde im Landkreis Augsburg im bayerischen Regierungsbezirk Schwaben, wurde 1602 erbaut. Das barocke Pfarrhaus am Rathausplatz 2 ist ein geschütztes Baudenkmal.
Der zweigeschossige Satteldachbau besitzt an den südlichen Ecken zwei diagonal gestellte Bodenerker. Das Gebäude wurde in den 1980er Jahren umfassend renoviert.